# Стеван Ветровити
Стеван Ветровити је хришћански и народни празник који се слави 2. августа по јулијанском календару, односно 15. августа по грегоријанском календару. Посвећен је Светом Стефану.
Свети Стефан је први од седморице ђакона које су свети апостоли рукоположили, па се због тога он и назива архиђакон Стефан - први међу ђаконима. Као проповедник у Јерусалиму изведен је из града и каменован до смрти, те се зато назива и Првомученик Стефан. У каменовању је учествовао и његов рођак Савле, који је касније познат као апостол Павле.
Култ овог свеца је врло развијен и подигнуто је много њему посвећених храмова. Само у Србији има више од четрдесет цркава и манастира. У помен архиђакона Стефана, црква даје четири пута годишње помен, а 15. августа се светкује и као Стеван Ветровити.
Многи српски манастири 15. августа обележавају славу или преславу, а међу њима су и Манастир Хопово, Липовац, Бањска, Копорин, Лепенац, Сланци код Београда, манастир у Сомбору.

## Молитва Светом Стефану Првомученику
О, Свети Великомучениче Христов Стефане, који си Бога прославио својим страдалним моштима, не заборави нас, који кроз многе невоље и искушења пролазимо, већ се моли Многомилостивом Богу да подари мир свету, да удаљи непријатеља који је устао због Божијег гнева, грехова наших ради.
Моли се, угодниче Божији, са истим усрђем са којим си се молио за своје убице, да се од нас удаљи гнев безбожника, и да Господ одбрани нас, свој новоизабрани народ, како бисмо твојим молитвама били спашени и да бисмо могли хвалити неизрециву милост Божију, и тебе величали у векове векова. Амин.
Како каже библијско сведочанство, Свети архиђакон Стефан био је, као и дванаест великих апостола, надахнут силом Духа Светога. Чинио је многа чудеса, помагао људима и сва његова добра дела помињу се у Светом писму Новог завета. У тој првој години по страдању и Вазнесењу Христовом, Свети Стефан је снагом своје вере, својих речи и дела подсећао на речи закона и пророка Старог завета и доказивао Јеврејима, својим сународницима, да су они заиста убили Месију, очекиваног толико векова.